# Abundius z Říma
Svatý Abundius byl římským mučedníkem. Jeho ostatky jsou uloženy v provincii Foggia, poblíž Lucery. Více informací se nedochovalo.
Jeho svátek se slaví 27. února.